# Паракриния
Паракриния  (лат. Paracrinia haswelli) — вид бесхвостых земноводных из семейства австралийских жаб. Единственный представитель рода Paracrinia. Видовое латинское название дано в честь австралийского зоолога Уильяма Хосвелла (1854—1925).

## Описание
Данный вид лягушек достигает в длину около 30 мм. Обычно светло-серого или бледно-коричневого оттенка, реже красновато-коричневые.
Обитает в прибрежных топях восточной Австралии. Встречается также в запрудах и прудах.